# Karl Fazer
Karl Otto Fazer (né le 16 août 1866 à Helsinki et mort le 9 octobre 1932 à Jokioinen) est un industriel finlandais fondateur de la société Fazer.

## Famille
Karl Fazer est le fils du pelletier d'origine suisse Eduard Peter Fazer (à l'origine Fatzer) et d'Anna Dorothea Haunhardt. 
Ses parents ont un total de huit enfants, Karl est le deuxième plus jeune. 
Ses frères et sœurs comprenaient le fabricant de sucre et grossiste Max Fazer, le pianiste de concert et le directeur de l'Opéra finlandais Edvard Fazer, le fondateur du mouvement musical Fazer Konrad Fazer et la pianiste Naëma Fazer.
L'épouse de Karl Fazer, Berta, est la fille de JF Blomqvist, boulanger d'Ekenäs, et le couple aura quatre enfants: Margit Dorothea Antell, Sven Fazer, PDG de Fazer depuis 1939, Brita Elisabeth Kreilsheimer et Kitty Maria Hagelstam.

## Carrière
Karl Fazer est un pionnier dans l'industrie de la confiserie finlandaise. 
À l'âge de 18 ans, Fazer devient apprenti à la confiserie de G. Berrin à Saint-Pétersbourg. Karl Fazer obtient un bon certificat, c'est-à-dire une lettre de recommandation.
De retour en Finlande, Fazer ouvre, avec sa femme Berta, son propre magasin de confiserie.
Le magasin franco-russe de Fazer est ouvert le 17 septembre 1891, au Kluuvikatu 3 à Helsinki, dans un bien immobilier appartenant à son père. 
Un café est ouvert dans le bâtiment voisin et les espaces sont combinés.
Fazer lui-même vit au dernier étage de la maison.
Les activités de café et de confiserie de Fazer sont couronnées de succès, et d'autres cafés sont ouverts à Helsinki, jusqu'au quartier de Töölö. 
Cependant, la réputation de Karl Fazer repose sur les confiseries artisanales qu'il a étudiées en Europe. 
En 1897, Karl Fazer fonde une usine de chocolaterie et confiserie à Punavuori.
Le bâtiment de l'usine, maintenant appelé Mestaritalo, est situé sur le même site de la rue Tehtaankatu que la maison de vente en gros de son frère Max Fazer. 
Karl Fazer a conclu un accord avec son frère pour la distribution en gros de confiseries.
Peu à peu, Fazer devient une grande entreprise et s'étend, entre autres, à Hanko, où Karl Fazer achète une biscuiterie en 1928.
Après l'indépendance, les journaux finlandais se sont demandé qui était la personne la plus célèbre de Finlande à l'étranger. Les trois premiers étaient Pehr Evind Svinhufvud, Gustaf Mannerheim et Karl Fazer.
Karl Fazer a été nommé conseiller commercial en 1926.
Karl Fazer était membre du conseil de surveillance d'Oy Stockmann Ab.